# Fêtes et jours fériés en Islande

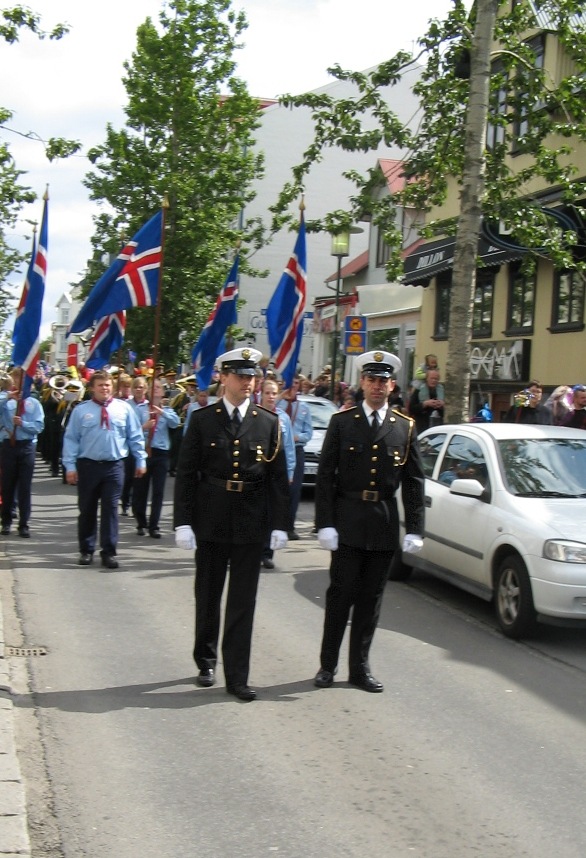
Parade à Reykjavik à l'occasion de la fête nationale.

Les fêtes et jours fériés en Islande, conformément à la loi sur la semaine de travail de 40 heures no. 88/1971, sont "les fêtes religieuses nationales, le premier jour de l'été, le 1er mai et le 17 juin, ainsi que le jour de Noël et le jour de l'an. Les fêtes de l'Église nationale sont énumérées dans la loi no. 32/1997 et ils sont divisés en trois catégories selon lesquelles les activités sont autorisées.
Les dimanches (incluant Pâques et la Pentecôte) sont également chômés. Le Jour de l'Indépendance n'est pas un jour férié, mais de nombreux islandais, notamment à l’étranger, commémorent l'indépendance de l'Islande (1er décembre 1918). La fête nationale, le 17 juin, commémore la fondation de la république et a été choisi en fonction de la date de naissance de Jón Sigurðsson, artisan de l'indépendance.

## Jours fériés
| Date        | Nom français                    | Nom local               | Notes                                                                                     |
| ----------- | ------------------------------- | ----------------------- | ----------------------------------------------------------------------------------------- |
| 1er janvier | Jour de l'an                    | Nýársdagur              |                                                                                           |
| date mobile | Jeudi saint                     | Skírdagur               |                                                                                           |
| date mobile | Vendredi saint                  | Föstudagurinn langi     |                                                                                           |
| date mobile | Pâques                          | Páskadagur              |                                                                                           |
| date mobile | Lundi de Pâques                 | Annar í páskum          |                                                                                           |
| date mobile | Fête de l'été                   | Sumardagurinn fyrsti    | 3e jeudi d'avril                                                                          |
| 1er mai     | May Day                         | Verkalýðsdagurinn       |                                                                                           |
| date mobile | Ascension                       | Uppstigningardagur      |                                                                                           |
| date mobile | Pentecôte                       | Hvítasunnudagur         |                                                                                           |
| date mobile | Lundi de Pentecôte              | Annar í hvítasunnu      |                                                                                           |
| 17 juin     | Fête nationale islandaise       | Þjóðhátíðardagurinn     | Commémore la fondation de la république. Généralement appelé 17. júní.                    |
| date mobile | Fête des commerçants            | Frídagur verslunarmanna | Premier lundi d'août. Le long week-end est généralement le plus grand week-end de voyage. |
| 24 décembre | Réveillon de Noël               | Aðfangadagur            | À partir de 13:00.                                                                        |
| 25 décembre | Noël                            | Jóladagur               |                                                                                           |
| 26 décembre | Boxing Day                      | Annar í jólum           |                                                                                           |
| 31 décembre | Réveillon de la Saint-Sylvestre | Gamlársdagur            | À partir de 13:00.                                                                        |

## Autres fêtes observées
En plus des jours fériés, d'autres jours spéciaux sont célébrés en Islande, dont certains sont également des jours fériés officiels.
| Date         | Nom français                      | Nom local              | Notes                                                                                      |
| ------------ | --------------------------------- | ---------------------- | ------------------------------------------------------------------------------------------ |
| 6 janvier    | Épiphanie                         | Þrettándinn            |                                                                                            |
| date mobile  | Fête du mari                      | Bóndadagur             | Vendredi entre le 19 et 25 janvier                                                         |
| date mobile  | Journée de la femme               | Konudagur              | Dimanche entre le 18 et 24 février                                                         |
| 1er mars     | Jour de la bière                  | Bjórdagurinn           | Fête la légalisation de la bière en Islande, le 1er mars 1989.                             |
| date mobile  | Lundi gras                        | Bolludagur             |                                                                                            |
| date mobile  | Mardi gras                        | Sprengidagur           |                                                                                            |
| date mobile  | Mercredi des Cendres              | Öskudagur              |                                                                                            |
| date mobile  | Dimanche des Rameaux              | Pálmasunnudagur        |                                                                                            |
| date mobile  | Fête des mères                    | Mæðradagurinn          | Deuxième dimanche de mai.                                                                  |
| date mobile  | Fête des pêcheurs                 | Sjómannadagurinn       | Premier dimanche de juin                                                                   |
| 19 juin      | Journée des droits des femmes     | Kvenréttindadagurinn   |                                                                                            |
| 24 juin      | Jour de la messe de la Saint-Jean | Jónsmessa              | Jour de la messe de la Saint-Jean-Baptiste, également connu sous le nom de Midsummer Night |
| date mobile  | Premier jour de l'hiver           | Fyrsti vetrardagur     |                                                                                            |
| 16 novembre  | Jour de la langue islandaise      | Dagur íslenskrar tungu |                                                                                            |
| 1er décembre | Journée de la souveraineté        | Fullveldisdagurinn     | Jour de l'indépendance                                                                     |
| 23 décembre  | St. Thorlac's Mass Day            | Þorláksmessa           | Saint Thorlac est le saint patron de l'Islande.                                            |